# Нікі Філліпс
Ніколь Марі Філліпс (до шлюбу Кжисік; пол. Nicole Marie Phillips / Krzysik / англ. Nicole Marie Phillips / Krzysik; нар. 23 травня 1987, Риджвуд, Нью-Джерсі, США) — американська та польська футболістка, виступала на позиції захисниці та півзахисниці. Виступала у WPS за «Чикаго Ред Старс» та «Філадельфія Індепенденс», а також за молодіжну збірну США (WU-20).

## Ранні роки
Народжена в Риджвуд, Нью-Джерсі, в сім'ї Лінди та Джозефа Кжисіків, відвідувала середню школу Кліфтона у своєму рідному місті Кліфтон, штат Нью-Джерсі. Встановила рекорд школи за забитими м'ячами за сезон — 21 та в кар'єрі загалом — 55. У 2004 році вона була визнана учнем-спортсменом року Вищої школи NSCAA. Вона також двічі була членкинею Всеамериканського журналу Parade Magazine.

### Університет Вірджинії
Навчалася в Університеті Вірджинії, де чотири сезони підтримувала захист «Кавальєрс». Будучи першокурсницею у 2005 році, Кжисік зіграла у стартовому складі усі 25 матчів. Протягом молодшого курсу вона регулярно грала в захисті, лідирувала за кількістю пропущених голів проти середнього (0,40) і встановив шкільний рекорд з 15-ма сухими матчами. Двічі, у 2007 та 2008 роках, потрапляла до першої команди Всіх зірок ACC. На старшому курсі визнавалася найкращою захисницею конференції на Атлантичному узбережжі та стала півфіналісткою Германн Трофі. Вона відіграла кожну хвилину та лідирувала в лінії оборони, яка зафіксувала дев'ять локаутів і дозволила здійснити 5,1 удари за гру. Універсальна гравчиня, відзначилася трьома м'ячами та трьома результативними передачами.

## Клубна кар'єра

### «Чикаго Ред Старс», 2009
Нікі Кжисік обраний командою WPS «Чикаго Ред Старз» у другому раунді (13-е місце) драфту WPS 2009 року. У сезоні 2009 року відзначилася 10-ма голами в 14-ти поєдинках.

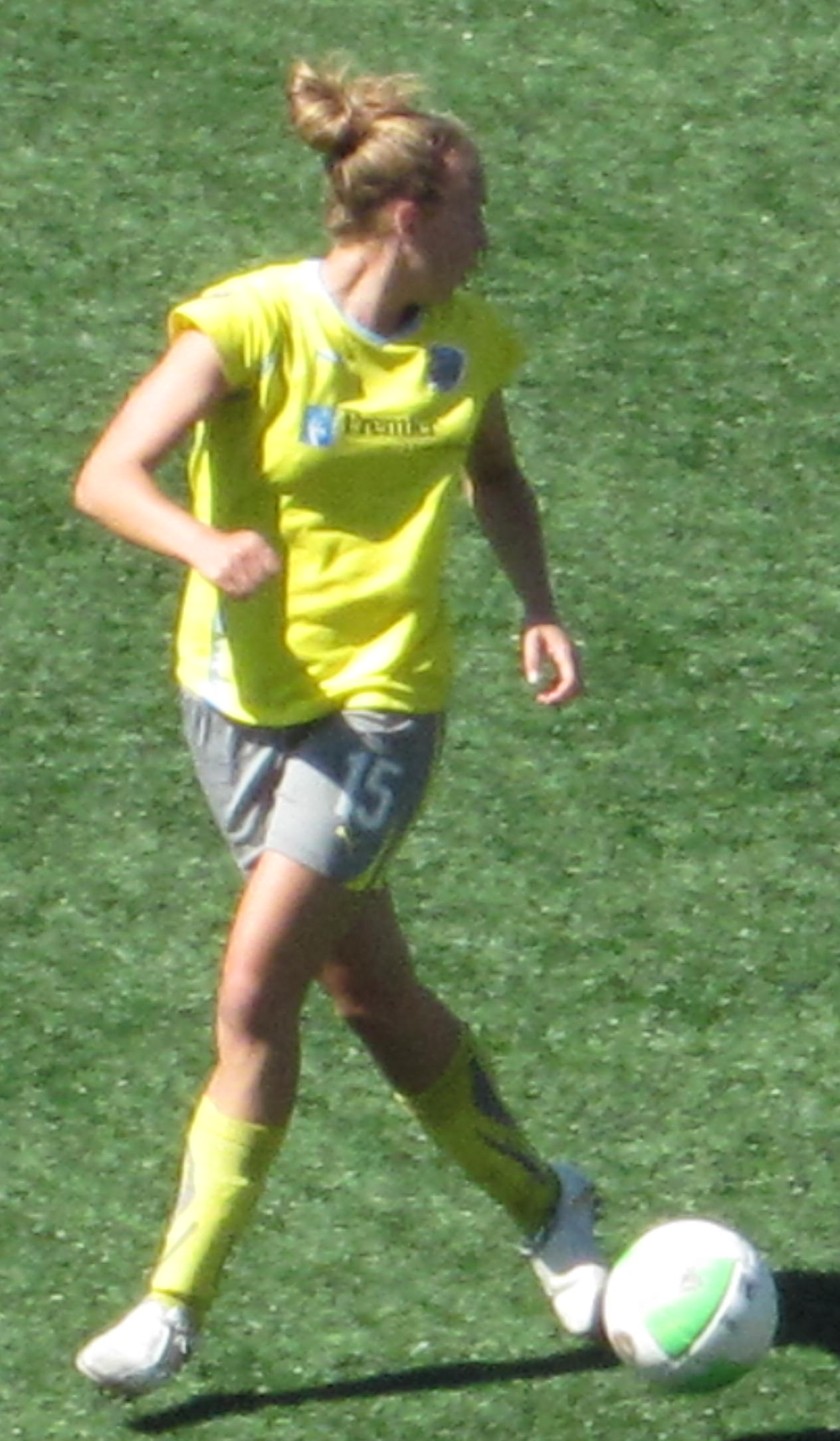
Нікі Філліпс під час матчу «Філадельфія Індепенденс» в чемпіонаті WPS 2010

### «Філадельфія Індепенденс», 2010—2011
Нікі обрана під п'ятим загальним номером командою «Філадельфія Індепенденс» під час розширеного драфту WPS 2009 року. У сезоні 2010 року зіграла в 23 матчах 2030 хвилин.
Нікі Філліпс повернулася до «Індепенденс» у сезоні 2011 року та як капітан команди провела два матчі в сезоні. Вона також номінувалася на звання найкращого захисника року WPS.

### «Канзас Сіті», 2014
Нікі обиралася під першим номером (другий — загальний) командою «Сієтл Рейг» в додатковому драфті NWSL 2013 року у першому розіграші NWSL; однак вона вирішила не грати. У 2014 році права на гравчиню продали «Канзас Сіті».
У жовтні 2013 року вона перейшла, також на правах оренди, до учасника Ліги чемпіонів «Аполлона» з Лімасола, у футболці якої дебютувала 10 жовтня в поєдинку першого туру проти «Нойленгбаха». У сезоні 2015 року вирішила перервати кар'єру

## Кар'єра в збірній
Кшисік представляла США у збірних WU-16, WU-19, WU-21, WU-23. Вона виступала за Сполучені Штати на чемпіонатах світу U-19 2004 року та U-20 2006 року й відіграла важливу роль у тому, що Сполучені Штати виграли фінал КОНКАКАФ WU-20 у фінальному жіночому відбірковому турнірі 2006 року. У 2008 році 11 разів виходила в стартовому складі за жіночу збірну США з футболу (WU-23).
Восени 2013 року дебютувала за національну збірну Польщі.

## Особисте життя
У 2013 році побралася з Джоном Філліпсом.